# Troublemaker Studios
A Troublemaker Studios é uma produtora de filmes fundada e de propriedade do cineasta Robert Rodriguez e da produtora Elizabeth Avellan. A empresa está sediada em Austin, Texas e está localizada no antigo local do Aeroporto Municipal de Robert Mueller. Ele também compartilha o espaço com o Austin Studios , que é administrado pela Austin Film Society, e abriga escritórios de produção, palcos de som e a maior tela verde do Texas.
A divisão de efeitos visuais da empresa, a Troublemaker Digital, também está localizada no site e usa processadores AMD Opteron de seis núcleos e aceleradores gráficos FirePro em muitas de suas produções. Uma segunda instalação, a Troublemaker Sound, está localizada na região montanhosa nos arredores de Austin. Ele fornece recursos de edição e som de pós-produção, incluindo um estágio de mixagem e dublagem alimentado por uma grande instalação do Pro Tools e um sistema completo de edição baseado no Avid Unity.

## Los Hooligans Productions
A empresa foi fundada em 1991 como Los Hooligans Productions , tirando seu nome da própria história em quadrinhos de Rodriguez, Los Hooligans , que ele escreveu e ilustrou por três anos enquanto freqüentava a Universidade do Texas em Austin .  Rodriguez escolheu o nome para que os fãs da faixa o reconhecessem quando vissem seus filmes.  A empresa foi reincorporada como Troublemaker Studios em 2000.
Filmografia de Los Hooligans Productions:
- Bedhead (1991) (curta metragem)
- El Mariachi (26 de fevereiro de 1993) (distribuído pela Columbia Pictures )
- Desperado (25 de agosto de 1995) (distribuído pela Columbia Pictures)
- From Dusk till Dawn (19 de janeiro de 1996) (co-produção com A Band Apart ; distribuída pela Dimension Films )
- The Faculty (25 de dezembro de 1998) (distribuído pela Dimension Films)
- From Dusk till Dawn 2: Texas Blood Money (16 de março de 1999) (direto ao vídeo) (coprodução com A Band Apart; distribuído pela Dimension Films e Buena Vista Home Entertainment )
- De Dusk até Dawn 3: A Filha do Carrasco (18 de janeiro de 2000) (direto ao vídeo) (co-produção com A Band Apart; distribuída pela Dimension Films e Buena Vista Home Entertainment)

## Filmes
- Spy Kids (30 de março de 2001) (distribuído pela Dimension Films)
- Spy Kids 2: A Ilha dos Sonhos Perdidos (7 de agosto de 2002) (distribuído pela Dimension Films)
- Spy Kids 3-D: Game Over (25 de julho de 2003) (distribuído pela Dimension Films)
- Era uma vez no México (12 de setembro de 2003) (distribuído pela Columbia Pictures e Dimension Films)
- Sin City (1 de abril de 2005) (distribuído pela Dimension Films)
- Sockbaby (2004) (curta metragem) (co-produzido por Ghost House Pictures e distribuído pelo Channel 101)
- As aventuras de Sharkboy e Lavagirl em 3-D (10 de junho de 2005) (distribuído pela Dimension Films e pela Columbia Pictures)
- Veritas, Prince of Truth (10 de junho de 2005) (distribuído pela TriStar Pictures)
- Grindhouse (6 de abril de 2007) (distribuído pela Dimension Films) 
  - Planet Terror (co-produção com Rodriguez International Pictures)
  - Prova da morte
- Casi Divas  (15 De Agosto de 2008) (distribuído pela TriStar Pictures)
- Shorts (21 de agosto de 2009) (coprodução com Imagination Abu Dhabi e Media Rights Capital ; distribuído pela Warner Bros. Fotos )
- Predators (9 de julho de 2010) (co-produção com Davis Entertainment ; distribuído pela 20th Century Fox) [3]
- Machete (3 de setembro de 2010) (co-produção com Overnight Productions e Hyde Park Entertainment ; distribuído pela 20th Century Fox e pela Sony Pictures Releasing International)
- Spy Kids: Todo o Tempo do Mundo (19 de agosto de 2011) (distribuído pela Dimension Films)
- Two Scoops (2013) (curta metragem) (A produção Quick Draw em associação com BlackBerry )
- O Presidente do Diretor (2014-presente) (co-produção com Skip Film e FactoryMade Ventures)
- Sin City: Uma Dama para Matar (22 de agosto de 2014) (co-produção com Aldamisa Entertainment, Miramax Films e Solipsist Films; distribuída pela Dimension Films)
- Sock 'Em Dead (2015) (curta metragem) (co-produção com Rodriguez International Pictures em parceria com Happy Socks)
- Alita: Battle Angel (14 de fevereiro de 2019) (co-produção com Lightstorm Entertainment ; distribuído pela 20th Century Fox)
- UglyDolls (10 de maio de 2019) (co-produção com a família STX e Original Force; distribuído pela STX Entertainment )

## Quick Draw Productions

Logomarca do Quick Draw Productions

Em 2010, Rodriguez lançou a Quick Draw Productions, uma empresa de produção e financiamento que lhe permitiria maior liberdade para desenvolver e produzir projetos de cinema e televisão. Aaron Kaufman e Iliana Nikolic são seus parceiros no empreendimento. Em 2012, uma divisão de animação, Quick Draw Animation, foi lançada.  Ambas as empresas estão sediadas no Troublemaker Studios.
Filmografia d Quick Draw Productions:
- Two Scoops (2013) (curta metragem) (em associação com BlackBerry)
- Machete Kills (11 de outubro de 2013) (co-produção com AR Films , Aldamisa Entertainment, Demarest Films, Overnight Productions e 1821 Pictures; distribuído pela Open Road Films )

## Rodriguez International Pictures

Logotipo da Rodriguez International Pictures

Em 2006, Rodriguez lançou a Rodriguez International Pictures, uma produtora de cinema e televisão que se concentra principalmente no gênero de terror.  Seu nome é uma homenagem à produtora de baixo orçamento American International Pictures.
Filmes da Rodriguez International Pictures:
- Curandero: Dawn of the Demon  (2005 / 12 de março de 2013) (direto ao vídeo) (distribuído pela Dimension Films, Miramax e Lionsgate Home Entertainment )
- Grindhouse (6 de abril de 2007) (distribuído pela Dimension Films) 
  - Planet Terror (co-produção com o Troublemaker Studios)
  - Death Proof (co-produção com o Troublemaker Studios)
- From Dusk till Dawn: The Series (2014-presente) (co-produção com Sugarcane Entertainment e FactoryMade Ventures; distribuído pela Miramax e Entertainment One)
- Matador (2014) (co-produção com K / O Paper Products e FactoryMade Ventures; distribuído pela Entertainment One)
- Lucha Underground (2014-presente) (co-produção com a MGM Television , FactoryMade Ventures e AG Studios)
- Sock 'Em Dead (2015) (curta metragem) (co-produção com Troublemaker Studios em parceria com Happy Socks)